# 穐吉敏子の楽曲一覧
穐吉敏子の楽曲一覧（あきよしとしこのがっきょくいちらん）は、穐吉敏子（秋吉敏子）が作編曲した主な楽曲の一覧。

## ビッグバンド（抜粋）

### （かな表記、鉤括弧は組曲等）

#### ア
- 『アイ・ノウ・フー・ラヴズ・ユー』
- 『秋の海』
- 『ア・ビット・バイアスト』
- 『アイ・エイント・ゴナ・アスク・ノー・モア』
- 『アフター・ミスター・テン』
  - 「テン」とは中国の政治家鄧小平のこと。
- 『アメリカン・バラード』
- 『アンリクワイァード・ラヴ』
- 『イエロー・イズ・メロー』
- 『インタールード』
- 『イントロダクション』
- 『ウィッシング・ピース』
- 『ウォーニング: サクセス・メイ・ビー・ハザーダス・トゥ・ユー』
- 『A-10-205932』
- 『エルーシヴ・ドリーム』
- 『エレジー』
- 『花魁譚』
- 『落ちる花びら』
- 『オパス・ナンバー・ゼロ』

#### カ
- 『カドリール・エニワン』
- 『「鴻臚館組曲」』
- 『孤軍』
- 『「琴とジャズオーケストラのための組曲」』
  1. 京都パラドックス
  2. カリビアン・ドリーム
  3. アーバン・ラプソディー

#### サ
- 『ザ・ヴィレッジ』
  - 木更津甚句をピアノトリオ用にアレンジした楽曲をさらに発展させたもの。
- 『サン・オブ・ロード・タイム』
- 『ザ・ファースト・ナイト』
- 『シェイズ・オブ・イエロー』
- 『塩銀杏』
- 『ジャズ・クラブ』
- 『ジャミング・アット・カーネギー・ホール』
- 『スタジオ・J』
- 『ステイト・オブ・ザ・ユニゾン』
- 『ストライヴ・フォー・ジャイヴ』
- 『すみ絵』
- 『ソリロキー』
- 『ソング・フォー・ザ・ハーヴェスト』

#### タ
- 『タイム・ストリーム』
- 『ダンス・オブ・ザ・グレムリンズ』
- 『チェイシング・アフター・ラヴ』
- 『チャイナ・リメンバード』（＝『マイ・ティーチャー・ミスター・テン』）
- 『チューニング・アップ』
- 『チルドレン・イン・ザ・テンプル・グラウンド』
  - 神長老林節をモチーフにした楽曲。
- 『チルドレン・オブ・ザ・ユニヴァース』
- 『デラシネイテッド・フラワー』
- 『デューク・フォー・ジ・エイジズ』
- 『トランジェンス』

#### ナ
- 『ノトーリアス・トゥーリスト・フロム・イースト』

#### ハ
- 『ハウ・ドゥ・ユー・ゲット・トゥ・カーネギー・ホール』
- 『ハッピー・フーファー』
- 『ハンギン・ルース』
- 『ヒロコズ・ディライト』
- 『組曲「ヒロシマ―そして終焉から」』
  1. 無益な悲劇
  2. 生存者の語り
  3. ホープ（希望）
- 『フェアウェル（トゥ・ミンガス）』
- 『組曲「フォー・シーズンズ」』
  1. リポーズ（冬）
  2. ポリネイション（春）
  3. ノリト（祝詞）（夏）
  4. ハーヴェスト・シャッフル（秋）
- 『ブルー・ドリーム』
- 『「平和な村」』
- 『ヘンペックト・オールド・マン』
- 『ホープ（希望）』

#### マ
- 『マーチ・オブ・ザ・タッドポールズ』
- 『マイ・ティーチャー・ミスター・ヤン』（＝『チャイナ・リメンバード』）
  - 子供の頃ピアノを習った楊（ヤン）先生への感謝の意を込めた曲。
- 『ミナマタ』
- 『ミラノの饗宴』
- 『メモリー』
- 『モービル』
- 『モノポリー・ゲーム』

#### ヤ
- 『ユア・ビューティ・イズ・ア・ソング・オブ・ラヴ』

#### ラ
- 『ラメント・フォー・ソニー』
- 『リラクシング・アット・ツェーラムズェー』
- 『リメンバリング・バド』
- 『レイジー・デイ』
- 『レイディ・リバティ』
- 『レット・ザ・テープ・ロール』
- 『レトロ・ゾーン』
- 『ロード・タイム・シャッフル』
- 『ロング・イエロー・ロード』

#### 2
- 『2つの顔 a. パート1』
- 『2つの顔 b. パート2』

### （アルファベット表記、クオーテーションマークは組曲等）

#### A
- A Bit Byas'd
- After Mr. Teng（Mr. Teng=Deng Xiaoping）
- American Ballad
- A-10-205932

#### B
- Blue Dream

#### C
- Caribbean Dream
- Chasing after Love
- Children in the Temple Ground
- Children in the Universe
- China Remembered（=My Teacher Mr. Yang）

#### D
- Dance of the Gremlins
- Deracinated Flower
- Duke for the Ages
- Drum Conference

#### E
- Elegy
- Elusive Dream
- Epilogue

#### F
- Farewell
- Feast in Milano
- "Four Seasons of Morita Village"
  1. Repose
  2. Pollination
  3. Norito
  4. Harvest Shuffle
- Futility - Tragedy

#### G
- Glass Ceiling

#### H
- Hangin' Loose
- Happy Hoofer
- Harvest Shuffle
- Henpecked Old Man
- Hiroko's Delight
- "Hiroshima Rising from the Abyss"
  1. Futility - Tragedy
  2. Survivor Tales
  3. Hope
- Hope
- How Do You Get to Carnegie Hall

#### I
- I ain't Gonna Ask No More
- I Know Who Loves You
- Interlude
- Introduction

#### J
- Jamming at Carnegie Hall
- Jazz Club

#### K
- Kogun
- Kyoto Paradox

#### L
- Lament for Sonny
- Lazy Day
- Let the Tape Roll
- Long Yellow Road

#### M
- March of the Tadpoles
- Memory
- "Minamata"
  1. Peaceful Village
  2. Prosperity & Consequence
  3. Epilogue
- Monopoly Game
- My Teacher Mr. Yang(=China Remembered)
  - 子供の頃ピアノを習った楊（Yang）先生への感謝の意を込めた曲。

#### N
- Norito
- Notorious Tourist from East

#### O
- Oirantan(=Tales of a Courtesan)
- Opus No. Zero

#### P
- Peaceful Village
- Pollination
- Prosperity & Consequence

#### Q
- Quadrille, Anyone?

#### R
- Relaxing at Zell-Am-See
- Remembering Bud
- Repose
- Retro Zone
- Road Time Shuffle

#### S
- Salted Gingko Nuts
- Shades of Yellow
- Soliloquy
- Song for the Harvest
- State of the Unison
- Strive for Jive
- Studio J
- "Suite for Koto and Jazz Orchestra"
  1. Kyoto Paradox
  2. Caribbean Dream
  3. Urban Rhapsody
- Sumie
- Sun of Road Time
- Survivor Tales

#### T
- Tales of a Courtesan(=Oirantan)
- The First Night
- The Village(=Kisarazu Jinku)
- Transience
- Tuning up
- Two Faces of a Nation a. Part 1
- Two Faces of a Nation b. Part 2

#### U
- Urban Rhapsody

#### W
- Warning: Success May Be Hazardous to Your Health
- Wishing Peace

#### Y
- Yellow is Mellow